# BioNTech
BioNTech SE (английское произношение: [ˈbaɪɒnˌtek]) — немецкая биотехнологическая компания, занимающаяся разработкой и производством активных иммунотерапевтических средств для индивидуального подхода к лечению серьёзных заболеваний. Компания исследует препараты на основе матричной РНК (мРНК) для использования в качестве индивидуализированной иммунотерапии рака, в качестве вакцин против инфекционных заболеваний и в качестве заместительной белковой терапии при редких заболеваниях, а также разработанной клеточной терапии, новых антител и малых молекул, иммуномодуляторов, как вариантов лечения рака. Компания разработала терапевтический препарат для человека на основе мРНК для внутривенного введения, чтобы довести индивидуальную иммунотерапию рака на основе мРНК до клинических испытаний и наладить собственный производственный процесс.

## История
Компания BioNTech была основана в 2008 году на базе исследований Угуром Шахином, Кристоф Хубер и Озлем Тюреджи. С тех пор компания была поддержана научным консультативным советом под руководством Рольфа Цинкернагеля.
В сентябре 2019 года BioNTech подписала соглашение с Фондом Билла и Мелинды Гейтс для развития программ по созданию и разработке доклинических вакцин и иммунотерапии на основе препаратов-кандидатов для профилактики ВИЧ-инфекции, туберкулёза и других заболеваний.
В октябре 2019 года акции компании были размещены на бирже Nasdaq.
В декабре 2019 года Европейский инвестиционный банк и BioNTech объявили, что компания получит финансирование в размере 50 миллионов евро в рамках программы «Инвестиционный план для Европы».
В июне 2020 года BioNTech получила 250 миллионов евро от сингапурской Temasek Holdings и других инвесторов в рамках частного размещения конвертируемых облигаций.
В октябре 2021 года компания сообщила, что планирует развернуть первый на территории Африканского союза современный завод по производству вакцин на основе мРНК (в Руанде). Строительство начнётся в середине 2022 года. Согласно планам, первая введённая в эксплуатацию производственная линия сможет выпускать лекарственные препараты в объёме примерно 50 млн доз в год. В дальнейшем, производственные мощности будут последовательно увеличиваться за счёт добавления дополнительных линий и участков к производственной сети на континенте, что позволит достигнуть уровня выпуска в размере нескольких сотен миллионов доз вакцины на основе мРНК.

## Разработки вакцины от COVID-19

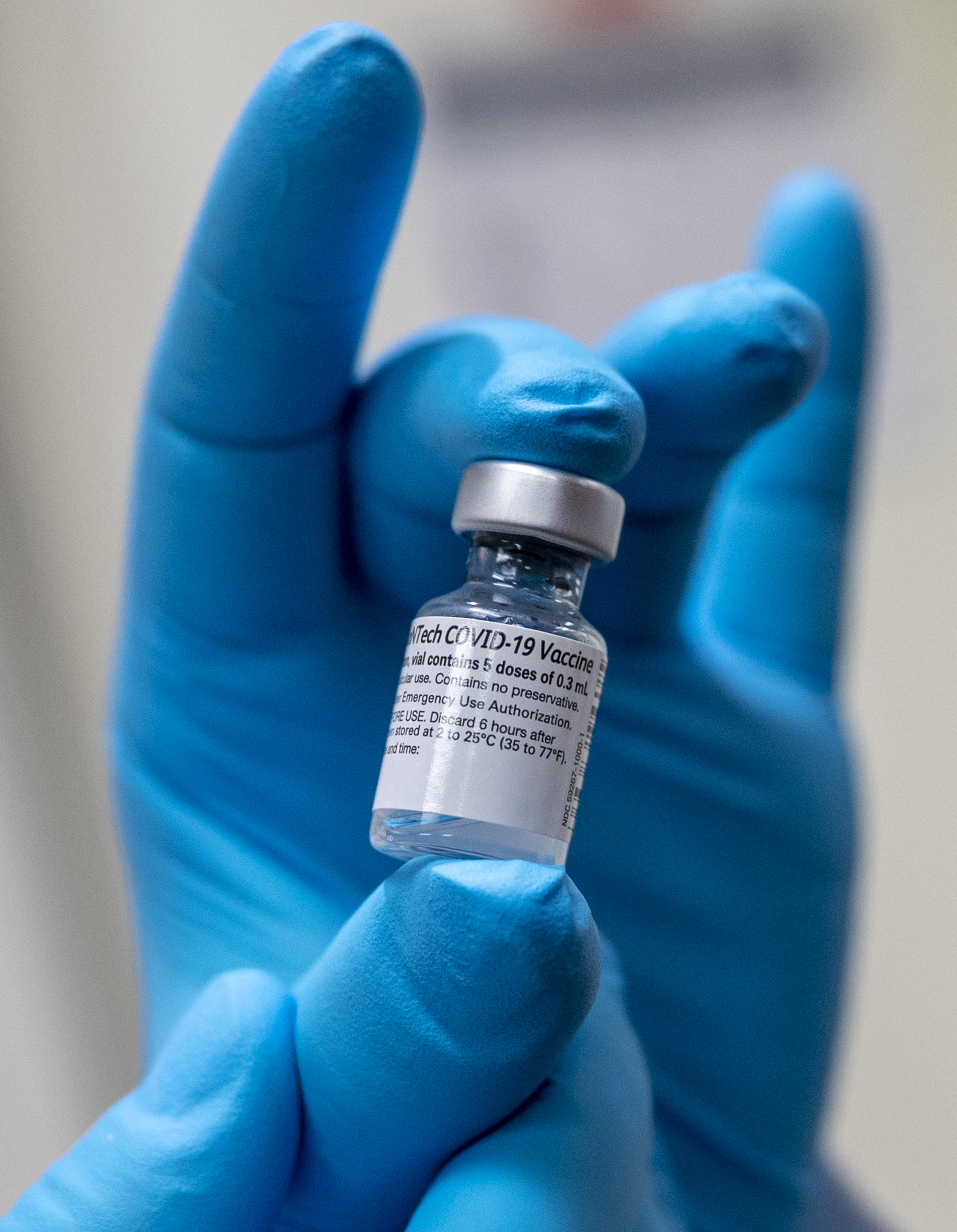
Вакцина Pfizer-BioNTech COVID-19

С 2020 года компания стала работать над вакциной против COVID-19 совместно с Pfizer и Fosun Pharmaceutical.
Pfizer и BioNTech подписали контракты на поставку 30 миллионов доз вакцины для Великобритании, 100 миллионов доз для Соединённых Штатов и 120 миллионов доз для Японии, в случае, если будет доказана безопасность вакцины.
9 ноября 2020 года BioNTech и Pfizer объявили, что предварительный анализ данных испытания их вакцины против COVID-19 показывает, что она эффективна более чем на 90 %. В рамках так называемого промежуточного анализа продолжающейся третьей фазы клинических испытаний были рассмотрены первые 94 подтвержденных случая заболевания COVID-19 среди более чем 43 000 добровольцев, получивших либо две дозы вакцины, либо плацебо. Было обнаружено, что среди участников, которым была введена вакцина, впоследствии инфицированных было менее 10 %, а среди участников, которым давали плацебо, было более 90 % инфицированных. Данный результат позволяет компаниям подать заявку в Управление по санитарному надзору за качеством пищевых продуктов и медикаментов (FDA) США на допуск вакцины к применению уже в этом месяце. Допуск вакцины для использования в экстренных случаях возможен, по мнению FDA, в случае не менее 50 % эффективности. Фармакомпании BioNTech и Pfizer собираются продолжить клинические испытания вакцины пока число подтверждённых случаев заболевания COVID-19 среди испытуемых не достигнет 164 для более точного определения процента эффективности вакцины.
11 декабря 2020 года FDA допустила использование вакцины к COVID-19 в США.
На начало марта 2022 года Pfizer и BioNTech поставили 3,1 млрд доз вакцины.

## Собственники и руководство
Крупнейшим акционером (43,8 %) является компания AT Impf GmbH, принадлежащая братьям Андреасу и Томасу Штрюнгманн (Andreas und Thomas Strüngmann), в 2008 году они инвестировали в компанию 150 млн евро.
Сооснователю и управляющему Угуру Шахину принадлежит 17,1 % акций через компанию Medine GmbH.

## Деятельность
Компании принадлежит фабрика в Марбурге (купленная в октябре 2020 года у Novartis), основная часть вакцин производится на мощностях Pfizer и сторонних контрактных компаний, в частности The Biovac Institute в ЮАР и Eurofarma Laboratórios в Бразилии.
|                     | 2017   | 2018   | 2019   | 2020  | 2021   |
| ------------------- | ------ | ------ | ------ | ----- | ------ |
| Оборот              | 0,062  | 0,128  | 0,109  | 0,482 | 18,977 |
| Чистая прибыль      | -0,086 | -0,048 | -0,179 | 0,015 | 10,293 |
| Активы              | 0,375  | 0,653  | 0,798  | 2,319 | 15,831 |
| Собственный капитал | -0,049 | 0,266  | 0,493  | 1,372 | 11,894 |